# Giorgio Manzini
Giorgio Manzini (Mantova, 1930 – 30 luglio 1991) è stato un giornalista e scrittore italiano.

## Biografia
Fu per oltre trent'anni responsabile della redazione milanese di Paese sera. Esponente di "una linea consapevole di giornalismo impegnato che in alcune fasi ha fronteggiato corruzione, mafie, terrorismo" , fu anche autore di fortunati "libri inchiesta" pubblicati nella collana Gli struzzi di Einaudi.   

## Opere principali
- Una vita operaia, Torino, Einaudi, 1976; nuova edizione con introduzione di Corrado Stajano, Milano, Unicopli, 2015
- Indagine su un brigatista rosso: la storia di Walter Alasia, Torino, Einaudi, 1978
- Una famiglia italiana, Torino, Einaudi, 1980
- Padroni e contadini: il primo processo politico dell'Italia unita, Milano, Mondadori, 1983
- Avventure e morte di Felice Orsini, Milano, Camunia, 1991